# 劉顕 (梁)
劉 顕（劉顯、りゅう けん、481年 - 543年）は、南朝梁の官僚・学者。字は嗣芳。本貫は沛国相県。

## 経歴
晋安郡内史の劉鬷（字は仲翔）の子として生まれた。天監初年、秀才に挙げられた。臨川王蕭宏の下で中軍行参軍を初任とした。まもなく法曹参軍をつとめた。沈約が太子少傅となると、劉顕は召し出されて五官掾とされた。まもなく廷尉正を兼ねた。五兵尚書の傅昭が著作を管掌し、国史の編纂を命じられると、劉顕は召し出されてその補佐にあたった。
天監9年（510年）、尚書の5都令史を寒門から選ぶよう改革されると、劉顕は本官のまま吏部郎を兼ねた。さらに臨川王蕭宏の下で司空外兵参軍に任じられ、尚書儀曹郎に転じた。臨川王蕭宏の下で記室参軍として出向した。再び入朝して尚書儀曹侍郎となり、中書通事舎人を兼ねた。秣陵県令として出向し、さらに鄱陽王蕭恢の下で驃騎記室参軍に任じられ、中書舎人を兼ねた。舎人のまま歩兵校尉・中書侍郎を歴任した。
尚書左丞に転じ、国子博士に任じられた。岳陽王蕭詧の下で宣遠長史とされ、府国の事務を代行するよう命じられたが、任を受けないうちに邵陵王蕭綸の下に転じて、雲麾長史・尋陽郡太守となった。大同9年（543年）、蕭綸が郢州に赴任すると、劉顕はその下で平西諮議参軍とされ、戎昭将軍の号を加えられた。この年のうちに死去した。享年は63。

## 人物・逸話
- 劉顕は幼くして聡明鋭敏で、王思遠や張融に賞賛されて「神童」と呼ばれた。
- 劉顕は学問を好み、広く諸書を渉猟した。任昉が一篇の簡書を入手したが、文字の欠落が多く、人々に示しても理解できる者がいなかった。劉顕はこれを『古文尚書』の逸篇の一部と主張した。任昉が『尚書』周書を調べると、その説のとおりであったため、任昉は劉顕を激賞した。
- 沈約が経書や史書の10事を質問すると、劉顕はその9に答えた。劉顕が5事を質問すると、沈約はその2に答えた。陸倕はこれを聞いて「劉郎はとんでもない人だ。たとえ我が家の陸機が張華を訪れたとしても、王粲が蔡邕に会ったとしても、このような解答はないであろう」と感嘆した。
- 劉顕が「上朝詩」を作ると、沈約はその美しさに傾倒して、沈約の居宅が郊外に新しく作ったときに、書人に命じてその詩を壁に書かせた。
- 劉顕は裴子野・劉之遴・顧協らと宮中で同僚であり、お互いを師とし友とした。
- 劉顕は博覧強記で裴子野や顧協を上回った。あるとき北魏の人が古器を献上したことがあり、隠された最初の字を当てる出題がなされ、正解できたものはいなかった。劉顕は問題を読むや、遅疑なく解答し、一字の差もなかったため、武帝はかれを賞賛した。

## 子女
- 劉莠
- 劉荏（劉恁とも）
- 劉臻

## 伝記資料
- 『梁書』巻40 列伝第34
- 『南史』巻50 列伝第40